# Haarlem Jamborette
Haarlem Jamborette is een internationaal scoutingkamp dat elke vier jaar plaatsvindt in het recreatiegebied Spaarnwoude tussen Haarlem en Amsterdam. Het evenement wordt sinds 1972 georganiseerd en is sindsdien uitgegroeid tot een van de grootste en bekendste scoutingkampen in Europa. Het kamp biedt scouts de mogelijkheid om deel te nemen aan diverse avontuurlijke en educatieve activiteiten, terwijl ze leren over verschillende culturen en samenwerken met scouts uit andere landen.

## Geschiedenis
Het idee voor de Jamborette ontstond tijdens een kamp in Engeland, waar scoutingleider Piet Honderdos in 1972 als grap riep: "Volgende keer in Haarlem!" Deze uitspraak leidde tot de organisatie van het eerste "Haarlemse" internationale scoutingkamp voor jongens op een kampeerterrein op het Naaldenveld in Bentveld, nabij Zandvoort, met ongeveer 400 deelnemers.
In 1976 was de Jamborette uitgegroeid tot 600 mannelijke deelnemers en drie jaar later kwamen er 1.400 deelnemers, zowel jongens als meisjes. Vanwege de groei verhuisde het kamp in 1983 naar het grotere terrein in Spaarnwoude. 
| Jaar | Aantal Deelnemers | Aantal Deelnemende landen | Datum                  |
| ---- | ----------------- | ------------------------- | ---------------------- |
| 1972 | 400               |                           |                        |
| 1976 | 600               | 7                         | 27 juli t/m 5 augustus |
| 1979 | 1500              | 16                        | juli                   |
| 1983 | 1800              | 17                        | 26 juli t/m 4 augustus |
| 1987 | 1800              | 15                        | 28 juli t/m 3 augustus |
| 1991 | 2500              | 19                        | 23 juli t/m 1 augustus |
| 1995 | 2300              |                           |                        |
| 1999 |                   | 19                        | vanaf 26 juni          |
| 2003 |                   |                           |                        |
| 2007 | ruim 4000         |                           |                        |
| 2011 |                   |                           |                        |
| 2015 |                   |                           |                        |
| 2019 | 4000              | 40                        | 27 juli t/m 6 augustus |
| 2023 | 4000              | 26                        | 5 t/m 15 augustus      |
| 2027 |                   |                           | 24 juli t/m 4 augustus |

## Activiteiten
De Haarlem Jamborette biedt een breed scala aan activiteiten. Op de eerste dag na aankomst begint de Jamborette met een officiële opening. Gedurende het kamp wordt er altijd gewerkt rondom een thema. Alle deelnemers worden onder verdeeld in vier verschillende subkampen, met een eigen terrein en kampstaf. De ruim 400 vrijwilligers hebben ook hun eigen subkamp. Meestal wordt elk subkamp ook vertegenwoordigd door een personage.
Tijdens de Jamborette is er ook een open dag voor bezoekers van buiten, waarop de verschillende scoutinggroepen zich presenteren.
Op zondagmorgen wordt er een speciaal 'reflectiemoment' gehouden om de ervaringen te evalueren.
Aan het einde van het kamp wordt de Jamborette afgesloten met een sluitingsceremonie. 
Het evenement wordt ondersteund door ruim 400 vrijwilligers.